# Ajuga davisiana
Ajuga davisiana là một loài thực vật có hoa trong họ Hoa môi. Loài này được Kit Tan & Yildiz mô tả khoa học đầu tiên năm 1988 publ. 1989.